# 石蔭東邨
石蔭東邨（英語：Shek Yam East Estate）位於香港新界葵青區北葵涌，項目編號為TW10。

## 歷史及屋邨簡介
石蔭東邨位於石蔭邨的東北面，故此命名為石蔭東邨，原址為大白田臨時房屋區，於1990年拆卸，原有居民遷入鄰近的石蔭邨或石籬邨。
石蔭東邨面積細小，亦是葵青區內較小型的公共屋邨。居住樓宇設有三座，登記人口約有6000人。主要居民是原葵涌石籬邨第12座及第16座的重建戶。

## 屋邨資料

### 地理位置
廣義地區位於北葵涌，石蔭邨以北，安蔭邨以西。以街道標示則是梨木道與大白田街交界處以北、和宜合道運動場以東、安捷街以西。

### 樓宇
| 樓宇名稱（座號）           | 樓宇類型                                | 落成日期  | 層數 | 每層伙數                | 每座單位總數（伙）         | 承建商   | 提供升降機的廠商 |
| -------------------------- | --------------------------------------- | --------- | ---- | ----------------------- | -------------------------- | -------- | ---------------- |
| 蔭裕樓（第1座） （英語：Yam Yue House） | 和諧一型第六款 （第二代）               | 1996年1月 | 38   | 20                      | 760                        | 有利集團 | 東芝             |
| 蔭恆樓（第2座） （英語：Yam Heng House） | 和諧一型第六款（第二代） 連和諧附翼一型 | 1996年1月 | 38   | 20（主樓） 30（連附翼） | 760（主樓） 1140（連附翼） | 有利集團 | 東芝             |
| 蔭興樓（第3座） （英語：Yam Hing House） | 和諧一型第五款 （第二代）               | 1996年1月 | 38   | 20                      | 760                        | 有利集團 | 東芝             |

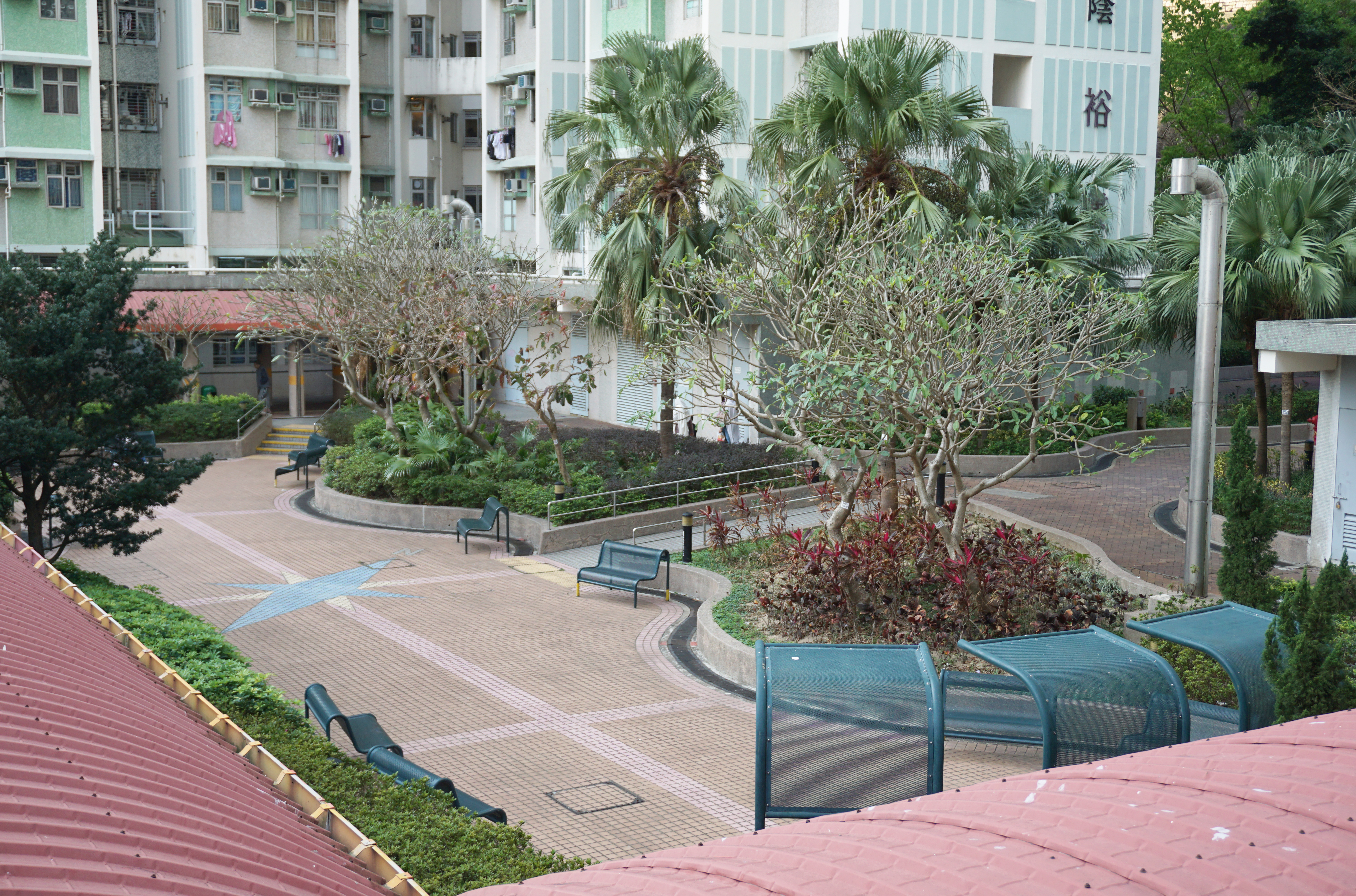
園景及休憩區
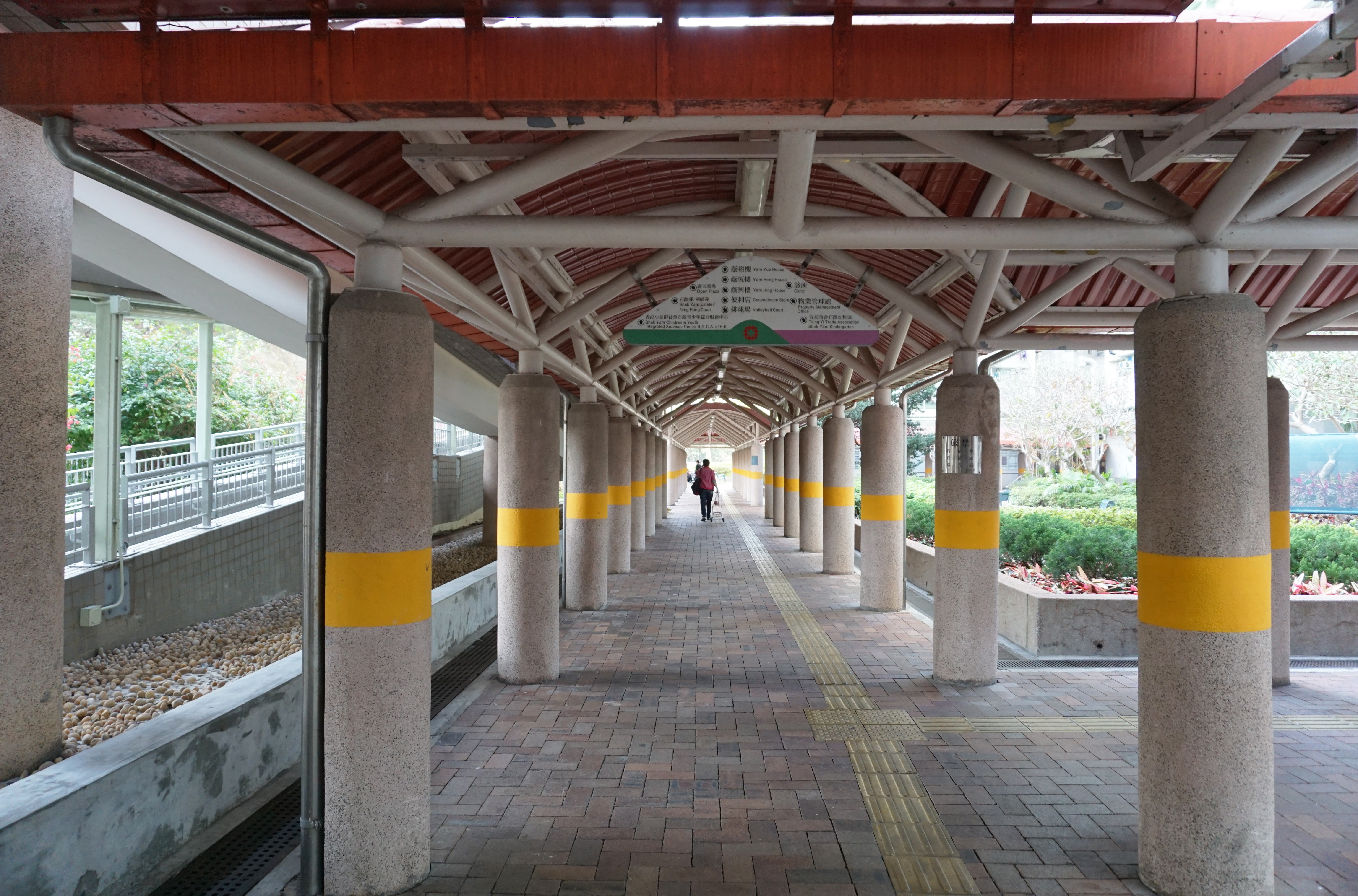
有蓋行人通道
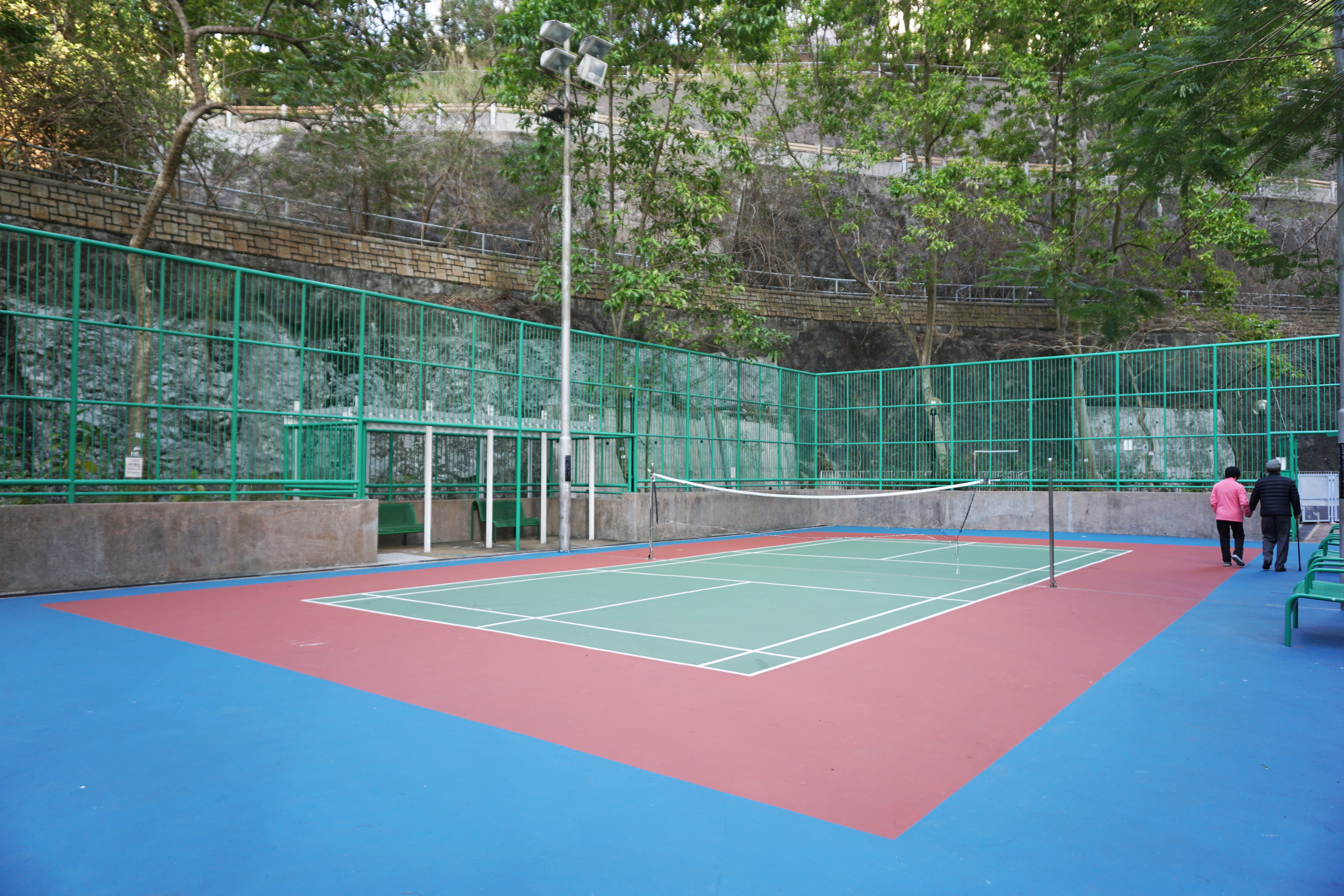
羽毛球場
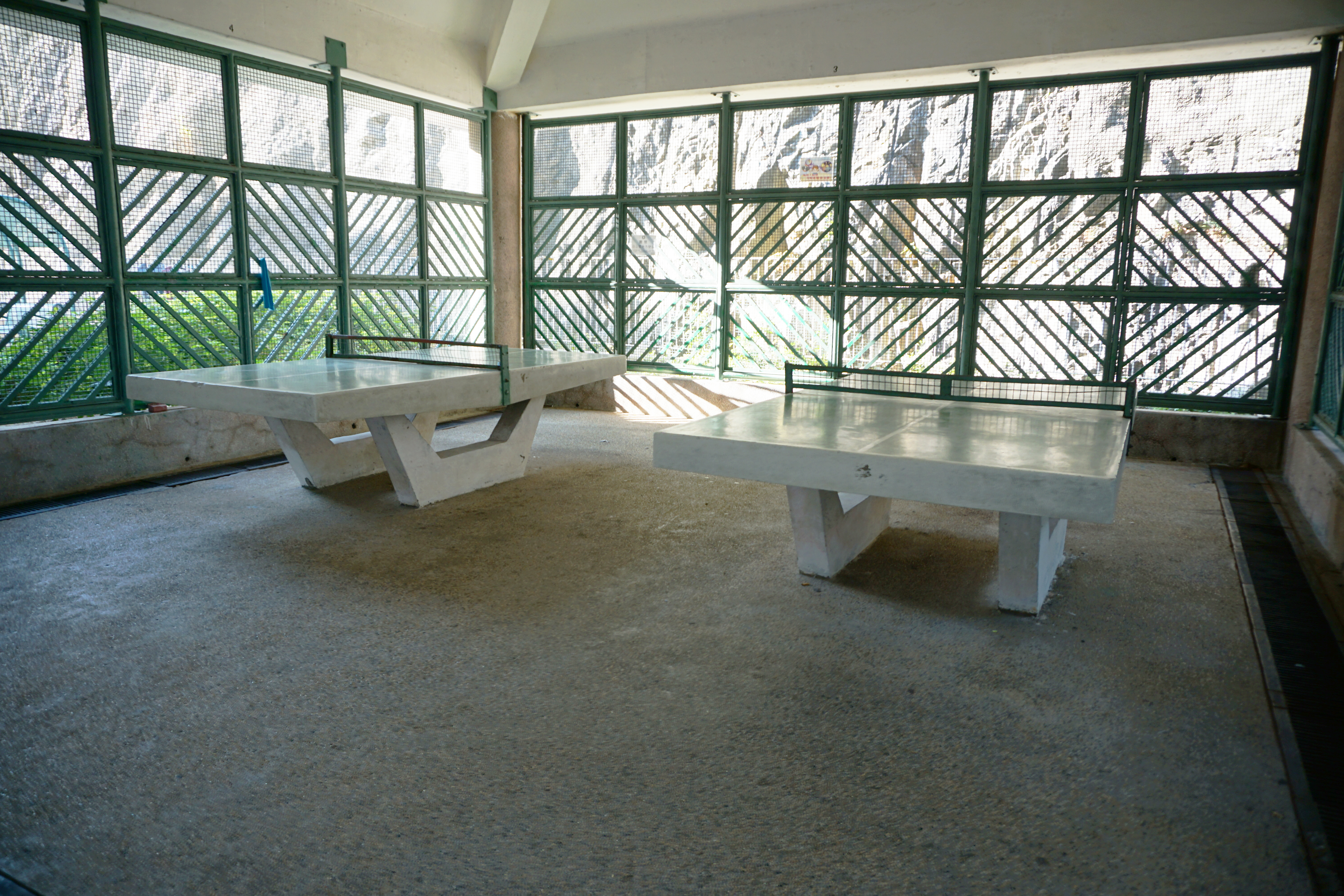
乒乓球枱
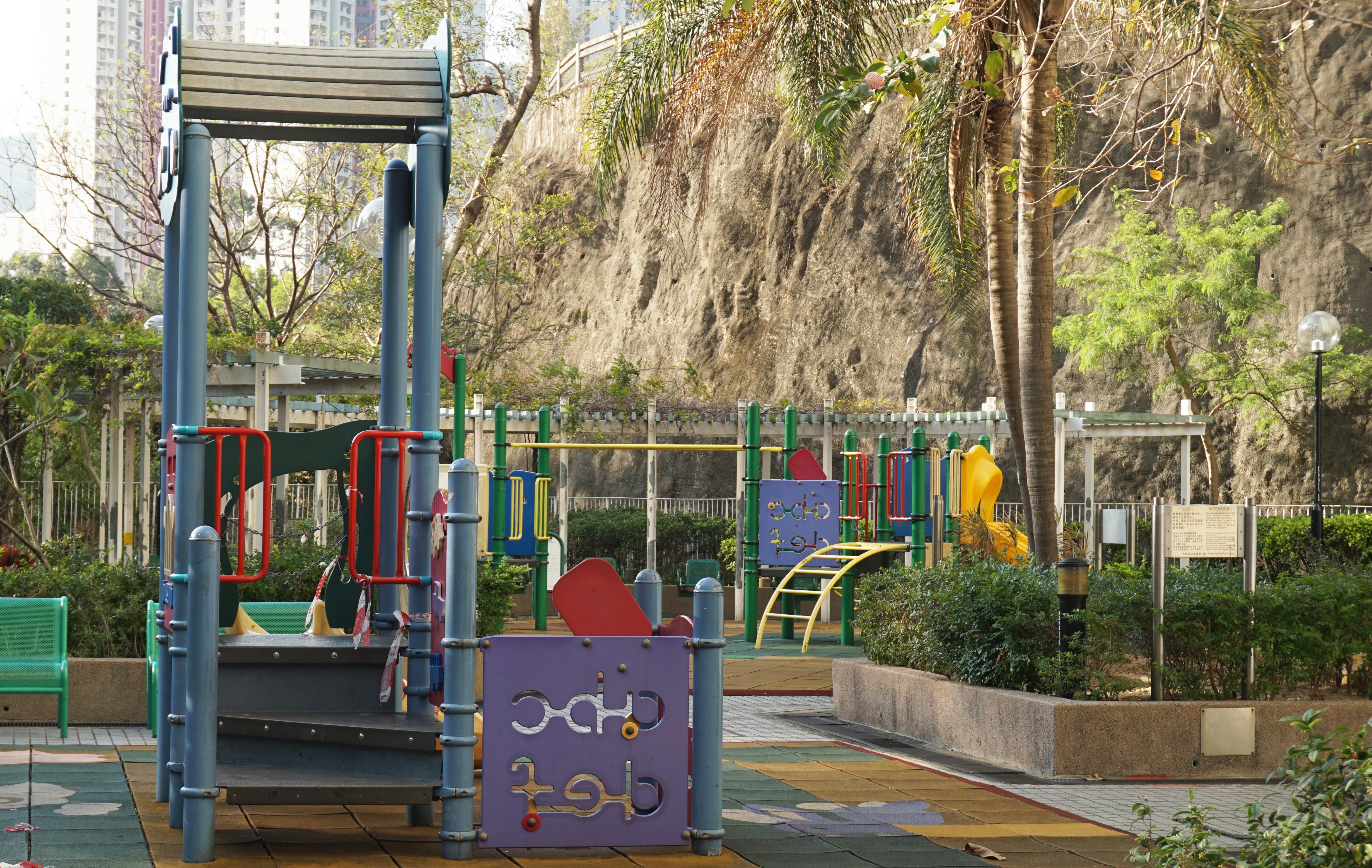
兒童遊樂場
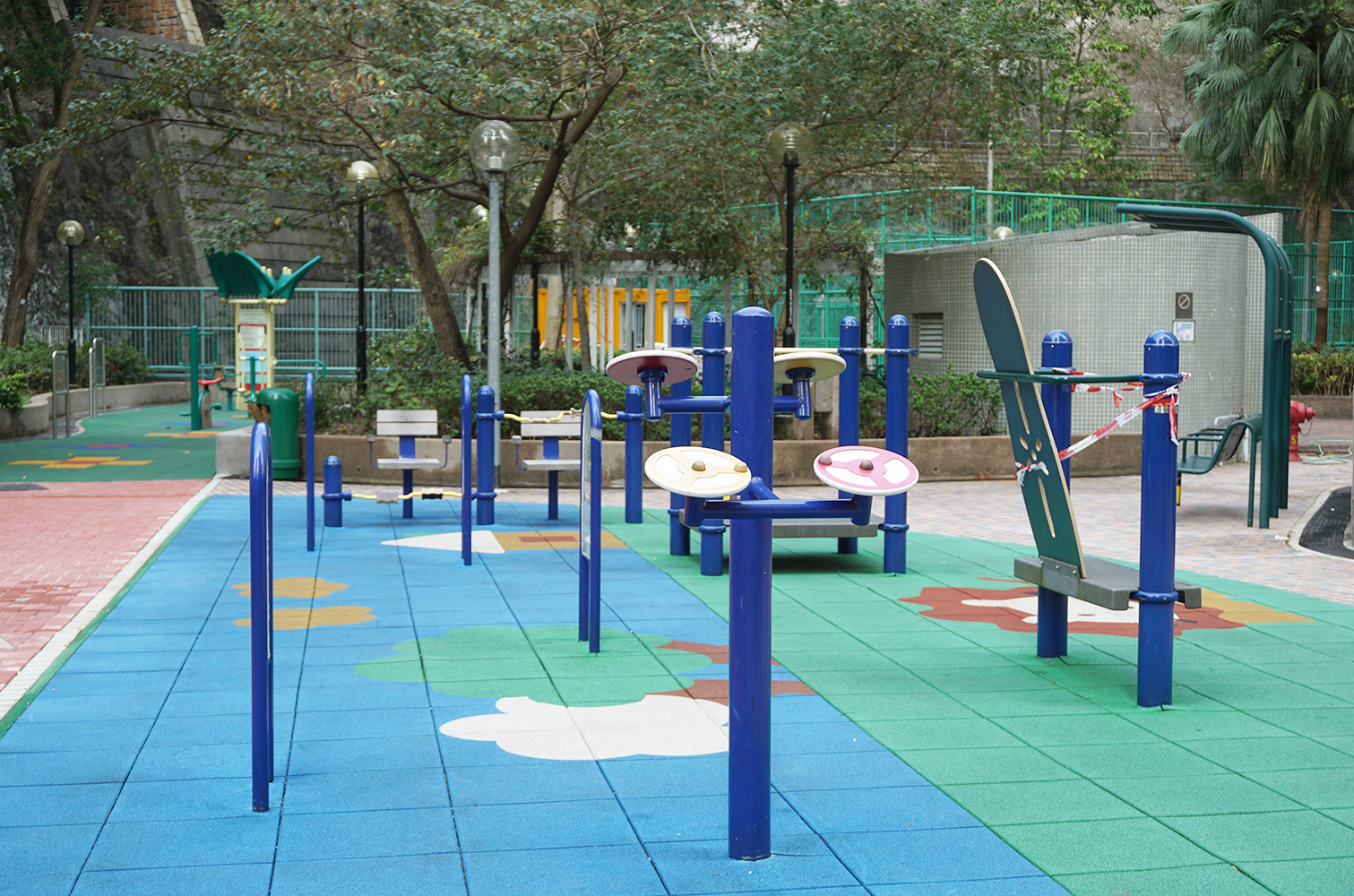
健體區
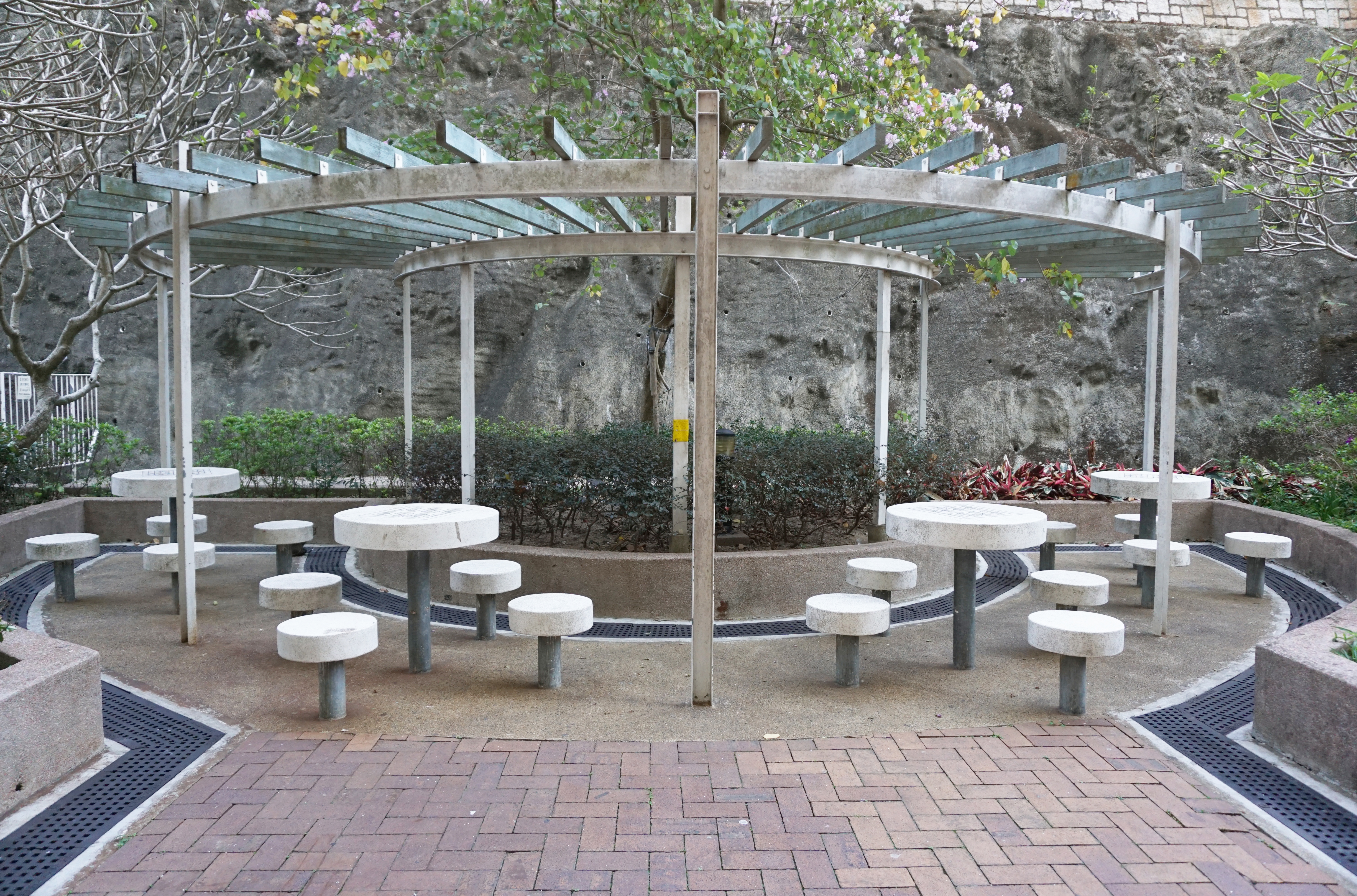
棋藝區
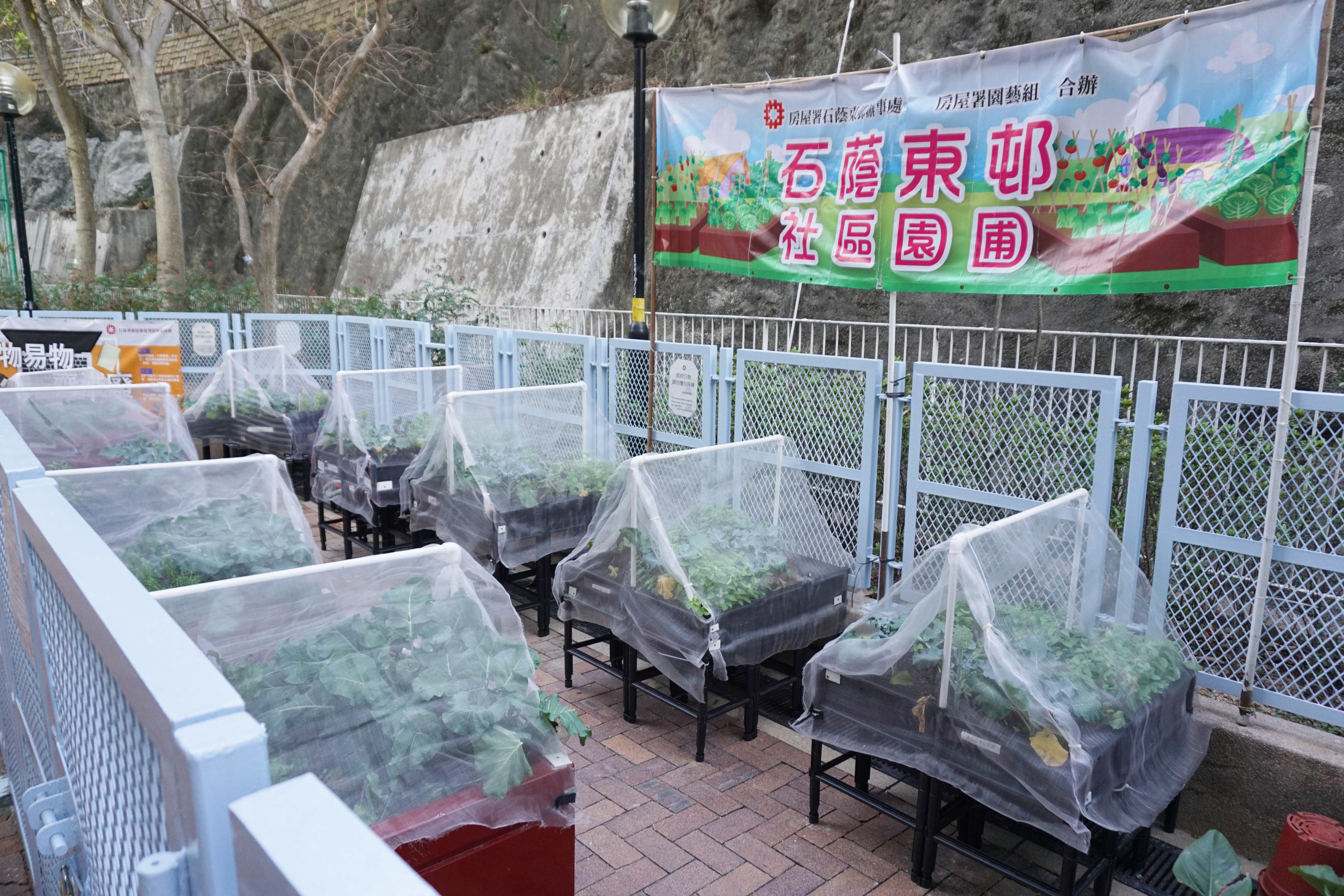
社區園圃

## 文娛康樂及體育設施
石蔭東邨由於面積細小，所以主要的文康設施均依賴石籬邨、石蔭邨及安蔭邨。邨內僅有小型休憩處及遊樂場。
不過邨內擁有附近唯一一所青少年綜合服務中心——香港小童群益會石蔭東青少年綜合服務中心 （页面存档备份，存于） 。

## 教育設施
邨中設有一所幼兒園，附近則有三所中學。

### 幼稚園
- 青衣商會石蔭幼稚園 （1996年創辦）（位於蔭恆樓地下）

### 中學
- 裘錦秋中學（葵涌）（1966年創辦）（位於安蔭安捷街）
- 東華三院伍若瑜夫人紀念中學（1977年創辦）（位於安蔭安捷街）
- 石籬天主教中學（1981年創辦）（位於安蔭安捷街）

## 商業設施
邨內並無設有商場及街市，僅有一間便利店（OK便利店）；不過石蔭東邨與石蔭商場設有行人天橋連接、步行路程約3分鐘，邨民亦依賴石蔭路一帶的商舖及食肆。

## 所屬選區
石蔭東邨在立法會地區直選當中，屬於新界西（LC4）選區範圍之內，而地方行政則為葵青區。與鄰近的石蔭邨全邨與寧峰苑均屬於葵青區議會下轄的石蔭選區。現由曾任民主黨副主席和香港新界西選區立法會議員尹兆堅擔任當區區議員。

### 歷屆議員
| 屆別           | 議員   | 政治聯繫 | 政治聯繫 |
| -------------- | ------ | -------- | -------- |
| 1994年－1999年 | 吳重德 |          | 民主黨   |
| 2000年－2003年 | 李志輝 |          | 民主黨   |
| 2004年－2007年 | 尹兆堅 |          | 街工     |
| 2008年－2011年 | 尹兆堅 |          | 街工     |
|                | 尹兆堅 | 民主黨   |          |
| 2012年－2015年 | 尹兆堅 |          |          |
| 2016年－2019年 | 李世隆 |          | 民建聯   |
| 2020年－2023年 | 尹兆堅 |          | 民主黨   |